# Alexiares y Aniceto
En la mitología griega, Alexíares y Aniceto (Ἀλεξιάρης, Alexiárês y Ἀνίκητος, Aníkêtos), sólo mencionados en una fuente, son los hijos de Heracles y Hebe: 
«Se dice que, mientras la pira ardía, una nube se situó debajo de Heracles, y con truenos lo elevó al cielo. Desde entonces fue inmortal, y reconciliado con Hera se desposó con su hija Hebe, de la cual le nacieron Alexíares y Aniceto».
Ambos tienen nombres parlantes, esto es, Alexiares es el «protector de la guerra» y Aniceto el «inconquistable». Himeneo honraba así a los dos hijos de Zeus (pues tanto Hebe como Heracles son hermanos por parte de padre). Hay pruebas que sugieren que Aniceto y Alexiares podrían haber sido venerados en lugares como Tebas y Rodas. En Tebas se veneraban a dos príncipes innominados hijos de Heracles. Sin embargo, debido a la escasez de registros históricos, la naturaleza y el alcance exactos de su culto son inciertos. En Los siete contra Tebas se invoca a Zeus Alexeterios (esto es «Zeus Protector»). En un puñado de fuentes podemos encontrar el motivo de la unión entre Heracles y Hebe aunque nunca se cita descendencia alguna. En un fragmento de Calímaco se dice que Inacia (Ilitía) asiste a los dolores de parto de su hermana, por lo que es de suponer que se refiera al alumbramiento de los hijos de Hebe.